# Eidai SC
Eidai Soccer Club (jap. 永大サッカー部 Eidai Sakkā-Bu) – japoński klub piłkarski założony w 1972, z siedzibą w Hirao, w prefekturze Yamaguchi. W sezonie 1974 zadebiutował na pierwszym poziomie rozgrywkowym.

## Historia
Klub powstał w 1972 z inicjatywy przedsiębiorcy Shigeru Fukao, właściciela przedsiębiorstwa Eidai Sangyo, produkującego materiały budowlane. Byłemu reprezentantowi Japonii Hidemaro Watanabe, zostało zaproponowane stanowisko dyrektora sportowego i po przyjęciu propozycji, utworzył pierwszą drużynę, w skład której wchodzili głównie zawodnicy Tokyo Gas (skąd przybył także Ken Okubo, któremu powierzono stanowisko kierownika technicznego) oraz z przechodzącego olbrzymie problemy Nagoya Bank.
Nowo zbudowana drużyna, przystąpiła do amatorskiego pucharu Japonii, a dzięki przyjętej polityce transferowej, klub natychmiast awansował na najwyższy poziom ligowy, wygrywając sezon regularny i między ligowe baraże w Japan Soccer League Division 2. W swoim pierwszym sezonie w najwyższej lidze, klub uratował się od spadku w ostatniej chwili, wygrywając w barażach. W kolejnych dwóch sezonach Eidai Industries osiągał przeciętne wyniki w lidze, natomiast w pucharach klubowi szło zdecydowanie lepiej. W sezonie 1974 Eidai Industries zdołał się dostać do finału Pucharu Cesarza, a w sezonie 1976 do finału Pucharu Japan Soccer League.
Tuż przed rozpoczęciem sezonu 1977 klub, przeszedł korporacyjną reorganizację wraz ze zmianą nazwy na Eidai Soccer Club (jap. 永大サッカー部 Eidai Sakkā-Bu), a Ken Okubo został zastąpiony przez duet Toshihiko Shiozawa, który również został trenerem, i Sergio Echigo. Wkrótce klub zaprzestał działalności z powodu wysokich długów wynikających z kosztów operacyjnych, a zawodnicy z zespołu zostali przeniesieni do klubów Honda Motor, Toshiba SC i Yomiuri FC.

## Sukcesy
Japan Soccer League Div. 2
- mistrz: 1973

Puchar Cesarza
- finalista: 1974

Puchar Japan Soccer League
- finalista: 1976